# Den lille Danserinde
Den lille Danserinde er en dansk stumfilm fra 1918, der er instrueret af Hjalmar Davidsen.

## Handling
Denne artikel mangler et handlingsreferat. Hjælp os med at skrive det.

## Medvirkende
- Henry Seemann - Prins Ernst
- Ellen Rassow - Prinsesse Victoria
- Johanne Fritz-Petersen - Jenny Brink, danserinde
- Philip Bech